# Valdemarsdagen
Valdemarsdagen firas i Danmark den 15 juni varje år sedan 1912 (infört genom Cirk.Nr.391 24/12 1912). Det var på denna dag 1219, som Dannebrogen enligt legenden föll ned från himlen i Estland, där den danske kungen Valdemar Sejr kämpade med venderna och mot esterna i slaget vid Lindanäs. Dagen är flaggdag i Danmark.